# Distrito de Ōno (Gifu)
El distrito de Ōno (大野郡 Ōno-gun?) es un distrito localizado en la prefectura de Gifu, Japón. En octubre de 2019 tenía una población estimada de 1.520 habitantes y una densidad de población de 4,26 personas por km². Su área total es de 356,64 km².

## Localidades
- Shirakawa